# Angolaea
- Commons
- Wikispecies

Angolaea é um género botânico pertencente à família Podostemaceae.

## Espécies
Apresenta uma única espécie:
- Angolaea fluitans Wedd.